# Jay Livingston
Pour les articles homonymes, voir Livingston.
Jay Livingston est un compositeur américain né le 28 mars 1915 à McDonald, Pennsylvanie (États-Unis), mort le 17 octobre 2001 à Los Angeles (Californie).

## Biographie
Il a écrit la chanson Que Sera, Sera (Whatever Will Be, Will Be) en 1953 & Bonanza avec Ray Evans.

## Filmographie
- 1947 : Easy Come, Easy Go
- 1950 : Le dénonciateur
- 1951 : Le Môme boule-de-gomme (The Lemon Drop Kid) de Sidney Lanfield et Frank Tashlin
- 1953 : Those Redheads from Seattle
- 1954 : Red Garters
- 1957 : Omar Khayyam
- 1958 : Raw Wind in Eden
- 1959 : Bonanza (série TV) & Ray Evans
- 1959 : Bonne chance M. Lucky ("Mr. Lucky") (série TV)
- 1960 : Please Don't Eat the Daisies
- 1963 : Krazy Kat (série TV)
- 1968 : The Good Guys (en) (série TV)
- 1991 : Rahu tänav
- 2004 : ¿Qué será?

## Distinctions

### Récompenses
- Oscar de la meilleure chanson originale en 1949 pour Buttons and Bows dans Visage pâle (The Paleface), avec Ray Evans
- Oscar de la meilleure chanson originale en 1951 pour Mona Lisa dans Le Dénonciateur (Captain Carey, U.S.A.), avec Ray Evans
- Oscar de la meilleure chanson originale en 1957 pour Whatever Will Be, Will Be (Que Sera, Sera) dans L'Homme qui en savait trop (The Man Who Knew Too Much) avec Ray Evans